# Holod
Holod is een Roemeense gemeente in het district Bihor.
Holod telt 3321 inwoners.